# Dink le petit dinosaure
Pour les articles homonymes, voir Dink.
Dink le petit dinosaure (Dink, the Little Dinosaur) est une série d'animation américaine produite par Ruby-Spears Production et Hanna-Barbera Productions.
La série a été initialement diffusée sur la chaine CBS Kids du 16 septembre 1989 au 3 novembre 1990. Elle a été développée pour la télévision par Karen Wilson et Chris Weber. En France, elle était diffusée à partir du 3 septembre 1996 sur TF1 dans Salut les toons puis dans TF! Jeunesse.
Étant rediffusée sur Cartoon Network, elle est diffusée depuis 2003 sur Boomerang en Amérique. À partir du 27 août 2013, Dink sera diffusé sur la chaîne OCS Happy.

## Production
À la fin de la deuxième saison un segment intitulé est présenté qui enseigne aux enfants des leçons et des faits amusants sur l'éducation des enfants et de différentes espèces de dinosaures. Après deux saisons, la production de la série cesse.

## Paysage
La série montre que Dink et ses amis errent dans un paysage volcanique appelé la Grande Vallée Verte.

## Personnages
- Dink : un apatosaurus le personnage principal de la série.
- Amber : un corythosaurus une amie de Dink qui se comporte plus comme une grande sœur.
- Scat : un compsognathus un ami de Dink qui parle à la 3 e personne.
- Shyler : un edaphosaurus un ami timide de Dink. Il a la voix d'un enfant
- Flapper : un pteranodon un ami de Dink qui a tendance à être vantard.
- Crusty : une vieille tortue qui est le mentor des jeunes dinosaures
- Tyrannor : un tyrannosaure antagoniste qui prend en chasse les protagonistes.
- Scavenger : un ptérodactyle antagoniste qui prend en chasse les protagonistes dans certains épisodes.

## Liste des épisodes
Deux listes des épisodes de Dink circulent sur la toile, radicalement différentes l'une de l'autre, puisque l'une comporte 42 épisodes, l'autre 26.
L'ordre des épisodes, en fait, importe peu dans cette série, puisqu'il n'y a pas de continuité narrative, chaque épisode présentant en effet une aventure particulière parfaitement indépendante. Un épisode dure une douzaine de minutes.

### Première liste
Elle présente les épisodes dans l'ordre où ils ont été diffusés la première fois à la télévision, sur CBS Kids, sous la forme de deux saisons inégales d'épisodes doubles, la première de 13, la seconde de 8 ; donc 21 épisodes doubles ; soit 42 au total.
Saison 1
1. Jeu de carapace / L'amie de Shyler (16 septembre 1989)
2. Dink, reviens à la maison / Le mystérieux dinosaure (23 septembre 1989)
3. Le bébé de Crusty / Le gentil chasseur (30 septembre 1989)
4. Le fantôme de la grotte / Le barrage (7 octobre 1989)
5. Tricera-Scat / À la recherche de Shyler (14 octobre 1989)
6. L'odyssée d'Amber / Les anciens (21 octobre 1989)
7. Tonton Longbec / Surprise (28 octobre 1989)
8. L'arbre creux / L'appel du courage (4 novembre 1989)
9. La montagne aux vœux / La nouvelle maison de Crusty (11 novembre 1989)
10. Un petit malentendu / Le cristal magique (18 novembre 1989)
11. Le mystère de la griffe cassée / Le canyon du rocher plat (25 novembre 1989)
12. Le ciel tombe sur la vallée verte / Sauvetage en mer (2 décembre 1989)
13. Les œufs volés / La forêt d'où l'on ne revient jamais (9 décembre 1989)

Saison 2
1. Les charognards / Le pétrole envahissant (15 septembre 1990)
2. Le roi des amiams roses / La grande histoire de la vallée verte (22 septembre 1990)
3. Les retrouvailles / La bête sauvage (29 septembre 1990)
4. Scat est tombé sur la tête / Les yeux de la nuit (6 octobre 1990)
5. Tête de bois malgré lui / Le printemps des cœurs (13 octobre 1990)
6. Raz-de-marée / Les derniers dragons de mer (20 octobre 1990)
7. Le jour du serpent / Rivalités (27 octobre 1990)
8. Le défi du désert / Le secret (3 novembre 1990)

### Deuxième liste
Elle présente 16 épisodes de moins que la liste précédente. Il s'agit des 26 épisodes de la première saison de la liste ci-dessus, réorganisés cette fois selon les numéros donnés aux épisodes lors de l'enregistrement du copyright, pour former deux saisons de 13 épisodes chacune. Les 16 épisodes de la saison 2 de la liste précédente sont occultés. D'après les articles et fiches web, et les forums consacrés à la série, ce serait sous cette forme qu'aurait été rediffusée la série sur Cartoon Network.[réf. nécessaire]
Saison 1
1. Jeu de carapace
2. Dink, reviens à la maison
3. L'amie de Shyler
4. Le fantôme de la grotte
5. Le mystérieux dinosaure
6. Tonton Longbec
7. Le bébé de Crusty
8. L'appel du courage
9. Le barrage
10. Tricera-Scat
11. À la recherche de Shyler
12. Le gentil chasseur
13. La nouvelle maison de Crusty

Saison 2
1. Les anciens
2. L'odyssée d'Amber
3. Le mystère de la griffe cassée
4. Surprise
5. La montagne aux vœux
6. L'arbre creux
7. Un petit malentendu
8. Le cristal magique
9. Le canyon du rocher plat
10. La forêt d'où l'on ne revient jamais
11. Sauvetage en mer
12. Les œufs volés
13. Le ciel tombe sur la vallée verte

## Sorties françaises
En 1998, les éditions Marshall Cavendish ont publié en kiosque une collection en 12 numéros intitulée Dink le petit dinosaure. Chaque numéro comprenait une VHS, un fascicule reprenant l'histoire des épisodes et proposant quelques jeux et/ou activités, ainsi qu'un livre de collection sur un dinosaure en particulier (le stégosaure, le tyrannosaure, etc.). L'ensemble des douze VHS forme une compilation de 30 épisodes sur les 42 réalisés.

## Du même sujet
Le Petit Dinosaure